# Bingu wa Mutharika
Bingu wa Mutharika (24 tháng 2 năm 1934 – 5 tháng 4 năm 2012) là tổng thống Malawi. Ông lần đầu tiên được bầu vào ngày 24 tháng 5 năm 2004. Ông cũng là Chủ tịch Đảng cầm quyền Dân chủ Tiến bộ, Đảng chiếm đa số trong quốc hội Malawi sau cuộc tổng tuyển cử năm 2009. Ông qua đời vì một cơn đau tim tại Lilongwe vào ngày 5 tháng 4 năm 2012.

## Tuổi trẻ và sự nghiệp
Bingu wa Mutharika sinh ra với tên Ryson Webster Thom vào ngày 24 tháng 2 năm 1934 tại Thyolo. Cả hai cha mẹ của Mutharika, Ryson Thom Thom Mutharika và Eleni Mutharika, đều là thành viên của Giáo hội của Scotland nhiệm vụ mà sau này trở thành CCAP. Cha ông là một giáo viên trong 37 năm, mẹ ông đã dạy cho các phụ nữ của nhóm Mvano.
Sau khi học xong tiểu học của mình tại Ulongwe Mission và Chingoli, Mulanje, Ntambanyama, Malamulo, ở Thyolo và Viện Henri Henderson, Blantyre, Thom đã giành được Grade A Cambridge Overseas School Leaving Certificate tại Trường trung học Dedza năm 1956.